# Haye van Herbranda
Haye van Herbranda of Hayo van Herbranda (overleden 1592/1593) was een Nederlands bestuurder en militair.

## Biografie
Van Herbranda was een zoon van Tjaert van Herbranda (†1571) en Mary van Rinia (†1583/84). De familie was waarschijnlijk afkomstig uit Nes. Hayes overgrootvader, Botte van Herbranda, bekleedde eerder het ambt van grietman van Achtkarspelen. Haye van Herbranda werd eerst aangesteld als provisioneel grietman van Achtkarspelen nadat de voormalige grietmannen Lieuwe van Jelgersma en Hector van Jelgersma vanwege hun katholieke geloof uitweken naar Groningen in 1580. Namens de Staten van Friesland legde Van Herbranda in 1580 beslag op het Buweklooster. Ook confisqueerde hij namens de Staten het bezit van de kloosters Jeruzalem en Galilea. In 1582 werd Van Herbranda definitief gekozen tot grietman van Achtkarspelen waarbij hij meer stemmen kreeg dan Lieuwe Boelens, welke onder Van Herbranda de functie van grietensecretaris had. In de periode 1581 tot 1586 was Van Herbranda ook volmacht ten landsdage namens Achtkarspelen. De plaatsvervangend grietman van Achtkarspelen is in 1586 Lolcke van Rheen, Hayes zwager. In 1588 werd Van Herbranda lid van Gedeputeerde Staten. Vervolgens wordt hij in 1589 voor het eerst vermeld als hopman. Hij werd onder meer ingezet voor de verdediging van de schans van Enumatil. Hij wordt in december 1592 voor het laatst als hopman vermeld waarna zijn broer, Feycke, in mei 1593 namens de kinderen van Haye optreedt. Deze Feycke wordt reeds in 1589 genoemd als provisioneel grietman van Achtkarspelen om in 1592 definitief benoemd te worden.
De familie Van Herbranda bewoonde in Buitenpost de Herbrandastate. Naast de Herbrandastate had de familie in Buitenpost ook de Meynsmastate en de stins Mejontsma in het bezit. Deze laatste stins werd tot haar overlijden bewoond door Tryncke Romckes, Hayes weduwe. De stins Mejontsma werd gekocht door de latere grietman van Achtkarspelen, Tjerk Boelens.

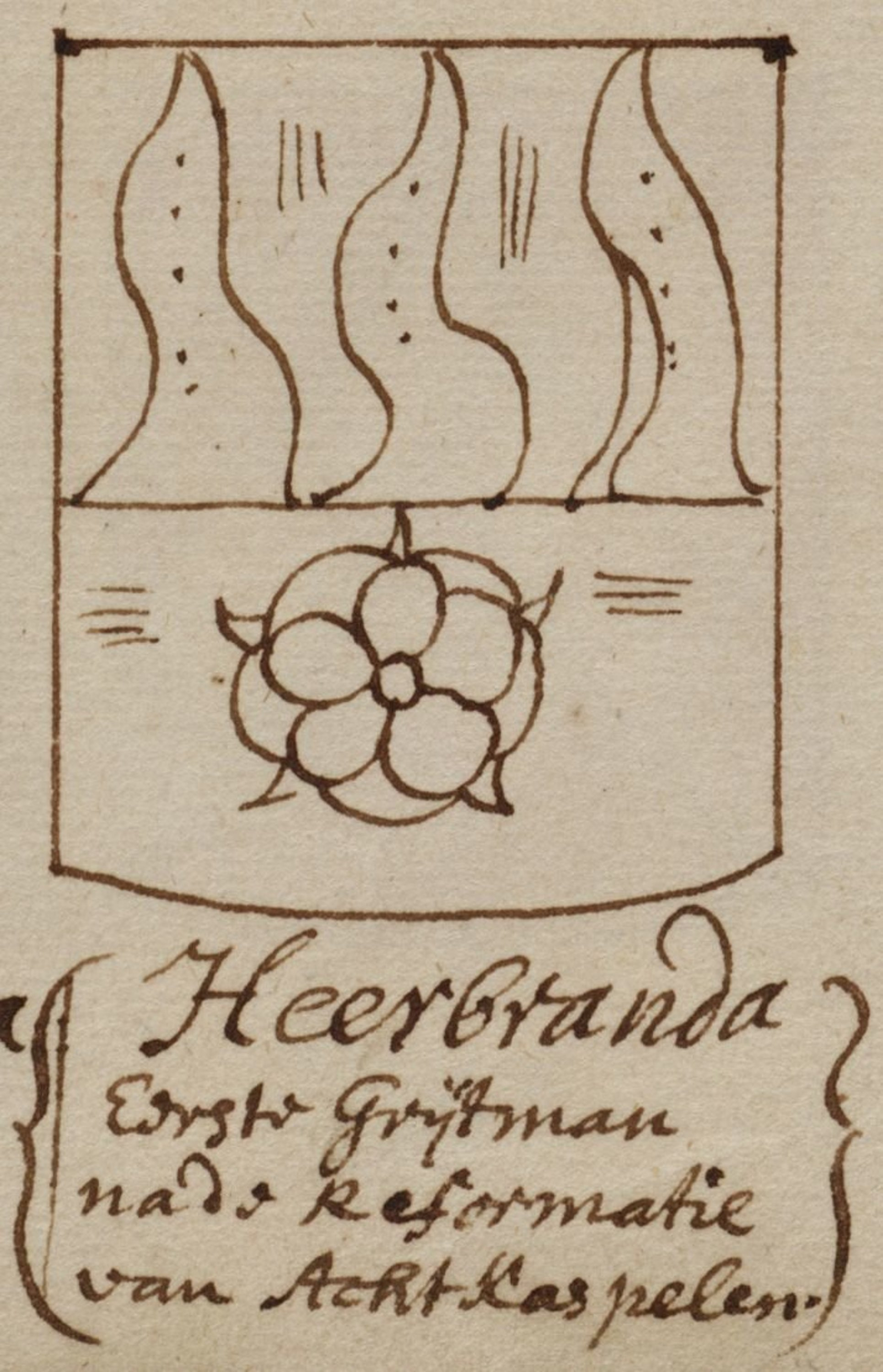
Wapen Van Herbranda in het Wapen- en Vlaggenboek van Gerrit Hesman (1708).
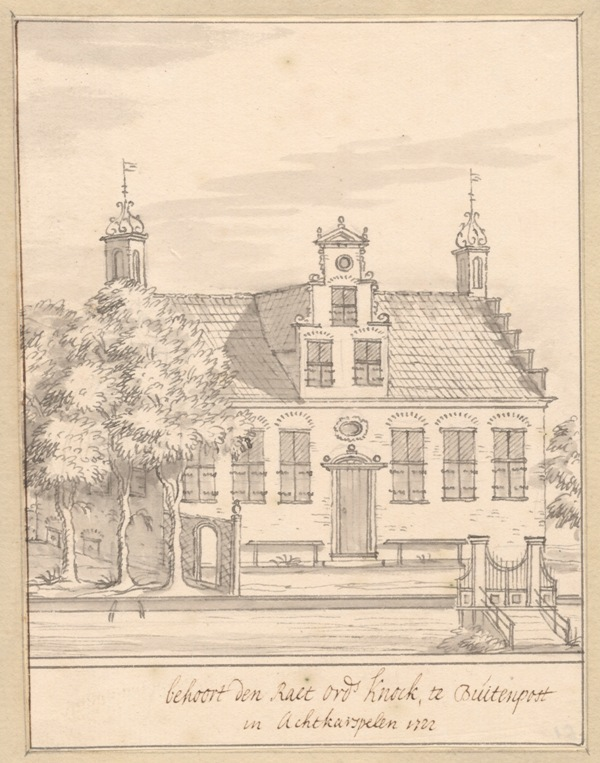
De Herbrandastate te Buitenpost op een tekening van Jacobus Stellingwerff.
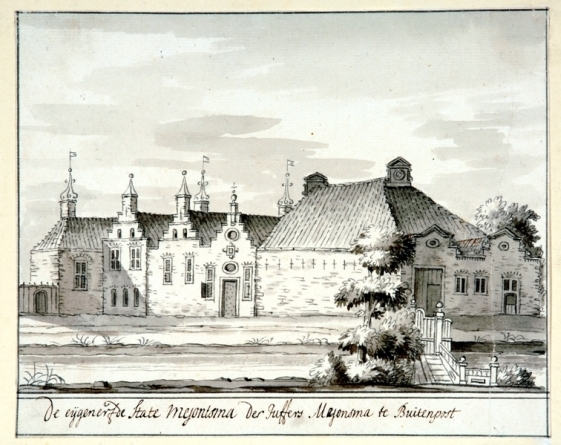
De Mejontsmastate te Buitenpost op een tekening van Jacobus Stellingwerff.

## Huwelijk en kind
Van Herbranda trouwde Tryncke Romckes (†1632), dochter van Romcke Wybes. Zij kregen vier kinderen:
- Botte van Herbranda (†1624/1629), studeerde aan de universiteit van Franeker.[8]
- Maria van Herbranda (†>1651), trouwde eerst mer Johannes Curiandar, secretaris van Achtkarspelen. Later trouwde ze met Minne van Hettinga, zoon van Sybrant van Hettinga, notaris en postulant.
- Ebel van Herbranda (†>1632).
- Tjets van Herbranda (†>1645), trouwde met dominee Wessel Hoffman uit Drenthe.